# Kabasalan
Kabasalan is een gemeente in de Filipijnse provincie Zamboanga Sibugay op het eiland Mindanao. Bij de laatste census in 2007 had de gemeente ruim 40 duizend inwoners.

## Geografie

### Bestuurlijke indeling
Kabasalan is onderverdeeld in de volgende 29 barangays:
| - Banker - Bolo Battalion - Buayan - Cainglet - Calapan - Calubihan - Concepcion - Diampak - Dipala - Gacbusan - Goodyear - Lacnapan - Little Baguio - Lumbayao - Nazareth | - Palinta - Peñaranda - Poblacion - Riverside - Sanghanan - Santa Cruz - Sayao - Shiolan - Simbol - Sininan - Tamin - Tampilisan - Tigbangagan - Timuay Danda |

## Demografie
Kabasalan had bij de census van 2007 een inwoneraantal van 40.169 mensen. Dit zijn 2.550 mensen (6,8%) meer dan bij de vorige census van 2000. De gemiddelde jaarlijkse groei komt daarmee uit op 0,91%, hetgeen lager is dan het landelijk jaarlijks gemiddelde over deze periode (2,04%). Vergeleken met de census van 1995 is het aantal mensen met 5.686 (16,5%) toegenomen.

De bevolkingsdichtheid van Kabasalan was ten tijde van de laatste census, met 40.169 inwoners op 289,2 km², 138,9 mensen per km².